# Opération Brumaire
 (décembre 2024).
Si vous disposez d'ouvrages ou d'articles de référence ou si vous connaissez des sites web de qualité traitant du thème abordé ici, merci de compléter l'article en donnant les références utiles à sa vérifiabilité et en les liant à la section « Notes et références ».
 (février 2024).
Guerre d'Algérie
Batailles
L'opération Brumaire est une opération menée par les forces armées françaises, dirigées par le général Jacques Massu, contre l'armée de libération nationale dirigée par le colonel Amirouche, ayant lieu en 1958, dans l’akfadou sur la wilaya III en Kabylie.

## Contexte
Lors de la guerre d'Algérie, se déroulant entre autres en wilaya III, en 1958, les Français cherchent à éliminer ou capturer le colonel Amirouche. Les renseignements français indiquent quil se serait retranché avec 1 500 moudjahidines dans la forêt d'Akfadou. Les généraux français Jacques Massu et Jacques Faure envoient l'armée pour affaiblir la wilaya III.
Le wilaya III fait l'objet d'une rébellion composée de 11 000 hommes, auxquels s'ajoutèrent les unités locales; 8 généraux et 27 colonels.

### Déroulement
L’offensive commence le 13 octobre avec une incursion dans l’Akfadou et provoque rapidement les premiers morts du côté du FLN et des Français. Les combats continuent et le 24 octobre les Français tentent d’encercler les moudjahidines. Le mardi 27 octobre 1958 à l’aube, les sentinelles postées à Ighil-Ufella et Assam sont surprises par l’arrivée en masse de troupes de l’armée française venant d’Adekar. Ces sentinelles ont tiré des feux nourris en guise d’alerte aux trois compagnies. Les premiers accrochages ont lieu et de nombreux tués sont enregistrés des deux côtés. Les quelques 420 moudjahidines sur 1 500 sont pris en tenaille et n’ont d’autre choix que le combat.
La bataille se poursuit dans l’après-midi par d’autres engagements, après que les bombardements cessèrent. Beaucoup d’accrochages eurent lieu encore, en dépit du fait que les officiers de l’armée coloniale croyaient avoir tout rasé. Les combattants de l’ALN, ayant constaté leur encerclement et leurs chances infimes de s’en sortir, décidèrent de donner l’assaut dans l’espoir d’ouvrir des brèches pour fuir.
Les moudjahidines se retrouvèrent alors sur tous les fronts face à face aux troupes françaises. À la tombée de la nuit, les combats s’amenuisent jusqu’à ce que les tirs cessent partout. Les moudjahidines encore vivants profitent de l’obscurité de la nuit tombante pour fuir l’ennemi et rejoindre la vaste forêt de l’Akfadou qui était leur seul salut.

## Conséquences
De grosses pertes ont été enregistrées chez les moudjahidines. Beaucoup d’entre  eux ont été déchiquetés par les bombes; d’autres touchés mortellement par les balles ennemies.